# Коммедзадура
Коммедзаду́ра, Коммеццадура (итал. Commezzadura) — коммуна в Италии, располагается в провинции Тренто области Трентино-Альто-Адидже.
Население составляет 993 человек (2011 г.), плотность населения составляет 45 чел./км². Занимает площадь 22 км². Почтовый индекс — 38020. Телефонный код — 0463.
Покровительницей коммуны почитается святая Агафья, празднование 5 февраля.

## Демография
Динамика населения:

## Администрация коммуны
- Официальный сайт: https://web.archive.org/web/20080828173120/http://www.comunecommezzadura.it/